# 源氏物語巻名歌
源氏物語巻名歌（げんじものがたりかんめいか）は、『源氏物語』の巻名を詠み込んだ和歌、あるいはそのような和歌を集めた歌集を言う。源氏物語巻名和歌、あるいは単に巻名歌や巻名和歌などとも呼ばれる。

## 概要
もともと『源氏物語』の巻名はその巻の中で詠まれている歌の中の印象的な言葉からとられたものが数多くあり、そのような「『源氏物語』の本文の中にある巻名の元となった言葉を含む歌」のことを「巻名歌」といい、またそのような歌を『源氏物語』全帖のわたって並べた歌集も「巻名歌」と呼ばれる。
但し『源氏物語』の巻名の中には本文の中にある歌に由来しないものもあり、そのような巻については、
- 巻名を含んではいないがその巻の本文の中にある巻を代表するような歌を選ぶ
- その巻の異名のもとになった和歌が本文中にあるときはその歌を選ぶ
- 巻名を詠み込んだ歌を新たに作る

のいずれかの方法が用いられる。

### 源氏物語巻名詠歌
このような巻名歌をまねて本文の中に巻名の元となった言葉を含む歌があるかどうかにかかわらず、『源氏物語』全帖にわたって巻名を詠み込んだ歌を新たに作って並べた歌集も巻名歌と呼ばれることがあり、特に通常の巻名歌と区別するときには「源氏物語巻名詠歌」と呼ばれる。このような巻名歌は歌の手本とされたり、書の手本とされたり、『源氏物語』を題材とした絵（源氏絵）の中に書き込まれるなど、さまざまな形で使われている。
巻名は含まれていないものの、『源氏物語』の巻の情景を詠み込んだ歌として確認できる最も早い事例は、藤原行家撰『人家集』収録の「内裏にて源氏の巻々を題にて歌よみ侍りけるに きりつぼ」との詞書を持つ歌である。現在確認出来る範囲で巻名を含んでいる歌としては『長秋詠藻』の「寄源氏名恋 うらみてもなほたのむかな澪標深き江にある印と思はば」が最も早い時期のものであり、その後さまざまな巻名歌が作られていった。以下にその主なものや特徴的なものをあげる。
- 『源氏六十三首之歌』（島原松平文庫蔵本）
『源氏物語』の巻名と名号を組み合わせて詠んだもの。
- 『源氏のゆふだすき』（島原松平文庫蔵本）
「すみよしのまつに時雨のあらそひてかせのみさはくしつく成らん」（須磨、明石）
「ものことにみのりの月はちさとまてのとかにやとるかけをまつ哉」（紅葉賀）
といった独特の形で巻名を詠み込んでいる[1]。
- 『光源氏巻名歌』
藤原定家作とされるが、『奥入』などとは巻の数え方が違うことなどから藤原定家の作ではなく[2]、おそらくは連歌が隆盛した時期以降に作られたもの[3]。
- 『詠源氏物語巻々和歌』
三条西実隆が1533年10月4日に『源氏物語』全巻にわたる講義を終えたのを記念して55首[4]からなる巻名歌を作り、『源氏物語』の成立と関係の深いと考えられていた石山寺に奉納している。
- 『源氏物語竟宴記』
『明星抄』の著者三条西公条が『源氏物語孟津抄』（別名『九禅抄』）全54巻の著者九条稙通や二条晴良に『源氏物語』の講義を行った際の竟宴記[5]。

江戸時代には以下のようにさまざまな巻名和歌がくり返し詠まれている。
- 『石山寺奉納詠源氏物語巻々和歌』（北村季吟）1704年
- 『詠源氏物語巻々和歌』（柳沢吉里）1728年
- 『詠五十四首和歌』（鴨祐為）1779年
- 『藤簍冊子』所収巻名和歌（上田秋成）1789年-1800年ころ
- 『源氏物語巻名和歌』（堀田正敦主催）1814年
- 『詠源氏物語和歌』
伊達斉宗、松平定信ら55名による。1818年3月成立。雲隠、鈴虫の漢詩2首を含む全56首からなる。主な伝本としては国立国会図書館本、東北大学本、國學院大學本などがある[7]。
- 『源氏物語の巻々にてよめる』（松平定信）1821年
- 『源氏物語巻々和歌』（北村季文）1823年
- 『詠源氏物語巻々和歌』（堀田正敦）1823年
- 『源氏物語礼讃歌』（与謝野晶子）

## 各巻の巻名歌
贈答歌双方に巻名が含まれている時はその両方を記した。巻名が和歌に由来しない巻については巻名の由来について記した。
- 1桐壺
本巻の主要な登場人物である桐壺帝と桐壺更衣の名に由来する。
- 2帚木
「帚木の心をしらでその原の道にあやなくまどひぬるかな」光源氏
「数ならぬ伏屋に生ふる名のうさにあるにもあらず消ゆる帚木」空蝉
- 3空蝉
「空蝉の身をかへてける木のもとになほ人がらのなつかしきかな」光源氏
「空蝉の羽におく露の木がくれてしのびしのびにぬるる袖かな」空蝉
- 4夕顔
「心あてにそれかとぞ見る白鷺の光そへたる夕顔の花」夕顔
- 5若紫、
「手に摘みていつしかも見む紫のねにかよひける野辺の若草」光源氏
- 6末摘花
「なつかしき色ともなしに何にこのすえつむ花を袖にふれけむ」光源氏
- 7紅葉賀
朱雀院へ行幸の際紅葉の賀が行われたことに由来する。
- 8花宴
本巻で桜花の宴が催されたことに由来する。
- 9葵
「はかなしや人のかざせるあふひゆえ神のゆるしのけふを待ちける」光源氏
「かざしける心ぞあだに思ほゆる八十氏人になべてあふひを」源典侍
- 10賢木
「神垣はしるしの杉もなきものをいかにまがへて折れるさかきぞ」光源氏
「少女子があたりと思へば榊葉の香りをなつかしみとめてこそ折れ」六条御息所
- 11花散里
「橘の香をなつかしみほととぎす花散る里をたづねてぞとふ」光源氏
- 12須磨
本巻の特に後半の主要な舞台が須磨であることに由来する。
- 13明石
本巻での主要な舞台が明石であることに由来する。
- 14澪標
「みをつくし恋ふるしるしにここまでもめぐり逢ひけるえには深しな」光源氏
「数ならでなにはのこともかひなきになどみをつくし思ひそめけむ」明石の御方
- 15蓬生
本巻で舞台となった末摘花の屋敷が荒れ果てて蓬が生えていることに由来する。
- 16関屋
光源氏と空蝉が逢坂の関で邂逅したことに由来する。
- 17絵合
本巻の中で絵合が行われていることに由来する。
- 18松風
「身を変へて一人帰れる山里に聞きしに似たる松風ぞ吹く」明石の尼君
- 19薄雲
「入り日さす峰にたなびく薄雲はもの思ふ袖に色やまがへる」光源氏
- 20朝顔
「見しおりのつゆわすられぬ朝顔の花のさかりは過ぎやしぬらん」光源氏
「秋はてて露のまがきにむすぼほれあるかなきかにうつる朝顔」朝顔
- 21少女
「をとめごも神さびぬらし天つ袖ふるき世の友よはひ経ぬれば」光源氏
「日かげにもしるかりけめやをとめごがあまの羽袖にかけし心は」夕霧
- 22玉鬘
「恋ひわたる身はそれなれど玉かづらいかなる筋を尋ね来つらむ」光源氏
- 23初音
「年月を松にひかれて経る人に今日鴬の初音聞かせよ」明石の御方
- 24胡蝶
「花ぞののこてふをさへや下草に秋まつむしはうとく見るらむ」紫の上
「こてふにもさそはれなまし心にありて八重山吹をへだてざれせば」秋好中宮
- 25蛍
「声はせで身をのみ焦がす蛍こそ言ふよりまさる思ひなるらめ」玉鬘
- 26常夏
「なでしこのとこなつかしき色を見ばもとの垣根を人や尋ねむ」光源氏
- 27篝火
「篝火にたちそふ恋の煙こそ世には絶えせぬほのほなりけれ」光源氏
「行く方なき空に消ちてよ篝火のたよりにたぐふ煙とならば」玉鬘
- 28野分
本巻の中で野分（台風）が襲来したことに由来する。
- 29行幸
「うちぎらし朝ぐもりせしみゆきにはさやかに空の光やは見し」玉鬘
「あかねさす光は空にくもらぬをなどてみゆきに目をきらしけむ」光源氏
- 30藤袴
「同じ野の露にやつるる藤袴あはれはかけよかことばかりも」夕霧
- 31真木柱
「今はとて宿かれぬとも馴れ来つる真木の柱はわれを忘るな」真木柱
- 32梅枝
その巻の中で宴の席で弁少将（内大臣の次男、後の紅梅大納言）が歌った催馬楽に由来する。
- 33藤裏葉
「春日さす藤の裏葉のうらとけて君し思はば我も頼まむ」内大臣
- 34若菜上、35若菜下
「小松原末のよはひに引かれてや野辺の若菜も年をつむべき」光源氏
- 36柏木
「柏木に葉守の神はまさずとも人ならすべき宿の梢か」落葉の宮
- 37横笛
「横笛のしらべはことにかはらぬをむなしくなりし音こそつきせぬ」夕霧
- 38鈴虫
「おほかたの秋をばうしと知りにしをふり棄てがたきすず虫のこえ」女三宮
「こころもて草のやどりをいとへどもなほすず虫の声ぞふりせぬ」光源氏
- 39夕霧
「山里のあはれをそふる夕霧に立ち出でん空もなき心地して」夕霧
- 40御法
「絶えぬべき御法ながらぞ頼まるる世々にと結ぶ中の契りを」紫の上
- 41幻
「大空をかよふまぼろし夢にだに見えこぬ魂（たま）の行く方たづねよ」光源氏
- 42匂宮（匂兵部卿）
その巻の主人公が「匂ふ兵部卿」と呼ばれていることに由来する。
- 43紅梅
紅梅大納言が紅梅の枝に和歌を添えて贈ったことに由来する。
- 44竹河
「竹河のはしうち出でしひとふしに深きこころのそこは知りきや」薫
「竹河に夜をふかさじといそぎしもいかなるふしを思ひおかまし」藤侍従
- 45橋姫
「橋姫の心を汲みて高瀬さす棹のしづくに袖ぞ濡れぬる」薫
- 46椎本
「立ち寄らむ陰とたのみし椎が本むなしき床になりにけるかな」薫
- 47総角
「あげまきに 長き契りをむすびこめ おなじところに よりもあはなむ」薫
- 58早蕨
「この春は誰にか見せむ 亡き人の形見に摘める 嶺の早蕨」宇治の中君
- 49宿木
「やどりきと思ひ出でずは 木のもとの旅寝もいかにさびしからまし」薫
「荒れ果つる朽木のもとをやどりきと思ひおきけるほどのかなしさ」弁の尼
- 50東屋
「さしとむるむぐらやしげき東屋のあまりほどふる雨そそきかな」薫
- 51浮舟
「橘の小島の色はかはらじをこのうき舟ぞゆくへ知られぬ」浮舟
- 52蜻蛉
「ありと見て手にはとられず見ればまたゆくへもしらず消えしかげろふ」薫
- 53手習
本巻の中で自殺を図ったが助けられた浮舟が手習いをして心を慰めたことに由来する。
- 54夢浮橋
巻の主題とおぼしき語句に由来する。
本文中に無い「世の中は夢の渡りの浮橋かうちわたりつつものをこそ思へ」に由来するとの説がある。

### 異名の由来とされる巻名歌
- 浦伝（明石の異名）
「はるかにも思ひやるかな知らざりし浦よりをちに浦づたいして」光源氏
- 箱鳥（若菜上の異名）
「みやま木にねぐらさだむるはこ鳥もいかでか花の色にあくべき」夕霧
- 諸鬘（若菜下の異名）
「もろかずら落葉をなにに拾ひけむ名はむつましきかざしなれども」柏木
- 法の師（夢浮橋の異名）
「法の師と尋ぬる道をしるべにて思はぬ山に踏み惑ふかな」薫